# Стейтбург (Південна Кароліна)
Стейтбург (англ. Stateburg) — переписна місцевість (CDP) в США, в окрузі Самтер штату Південна Кароліна. Населення — 1593 особи (2020).

## Географія
Стейтбург розташований за координатами 33°58′30″ пн. ш. 80°31′33″ зх. д. / 33.97500° пн. ш. 80.52583° зх. д. (33.974866, -80.525940).  За даними Бюро перепису населення США в 2010 році переписна місцевість мала площу 12,12 км², з яких 12,04 км² — суходіл та 0,08 км² — водойми.

## Демографія
Згідно з переписом 2010 року, у переписній місцевості мешкало 1380 осіб у 543 домогосподарствах у складі 436 родин. Густота населення становила 114 осіб/км².  Було 574 помешкання (47/км²).
Расовий склад населення:
| - 74,7 % — білих - 20,1 % — чорних або афроамериканців - 2,0 % — азіатів - 0,7 % — корінних американців |

До двох чи більше рас належало 2,2 %. Частка іспаномовних становила 1,3 % від усіх жителів.
За віковим діапазоном населення розподілялося таким чином: 22,1 % — особи молодші 18 років, 62,5 % — особи у віці 18—64 років, 15,4 % — особи у віці 65 років та старші. Медіана віку мешканця становила 44,6 року. На 100 осіб жіночої статі у переписній місцевості припадало 99,7 чоловіків;  на 100 жінок у віці від 18 років та старших — 99,8 чоловіків також старших 18 років.
Середній дохід на одне домашнє господарство  становив 92 994 долари США (медіана — 81 607), а середній дохід на одну сім'ю — 102 104 долари (медіана — 89 833). За межею бідності перебувало 7,2 % осіб, у тому числі 7,4 % дітей у віці до 18 років та 4,4 % осіб у віці 65 років та старших.
Цивільне працевлаштоване населення становило 722 особи. Основні галузі зайнятості: освіта, охорона здоров'я та соціальна допомога — 22,4 %, науковці, спеціалісти, менеджери — 15,5 %, публічна адміністрація — 13,4 %.